# TuS Sennelager
Der TuS Sennelager (offiziell: Turn- und Spielverein Schwarz-Gelb Sennelager 10/73 e. V.) ist ein Sportverein aus dem Paderborner Stadtteil Sennelager. Die erste Fußballmannschaft spielte zwei Jahre lang in der höchsten westfälischen Amateurliga. Der TuS ist ein Vorgängerverein des heutigen SC Paderborn 07. Die Tennismannschaft spielte von 2019 bis 2021 in der Bundesliga.

## Geschichte
Der Verein wurde am 17. September 1910 auf Initiative von Ernst Ackermann als VfB Senne gegründet. Dieser Verein wurde im Jahre 1913 in Turn- und Spielverein Senne umbenannt. Nach dem Ende des Zweiten Weltkrieges erfolgte die Umbenennung in TuS Sennelager. Die Fußballabteilung des TuS Sennelager fusionierte am 8. Juni 1973 mit dem SV 07 Neuhaus zum TuS Schloß Neuhaus. Der Restverein des TuS Sennelager gründete auf Initiative von Hermann Hünermund im Jahre 1973 den TuS Schwarz-Gelb Sennelager.
Dieser war zunächst ein reiner Handballverein. Es folgten die Abteilungen Turnen und Gymnastik, bevor im Jahre 1978 eine neue Fußballabteilung entstand. Ein Jahr später wurde die Tennisabteilung gegründet. Schließlich wurden im Jahre 1990 die Zahlen 10/73 im offiziellen Vereinsnamen integriert, wobei die 73 von der Fusion der ehemaligen Fußballabteilung mit dem SV 07 Neuhaus abgeleitet wurde. Der TuS Schloß Neuhaus wiederum fusionierte am 1. Juni 1985 mit dem 1. FC Paderborn zum TuS Paderborn-Neuhaus, der sich seit 1997 SC Paderborn 07 nennt.

## Fußball

### Historische Fußballabteilung
Nach Kriegsende hatte der Verein mit großen Schwierigkeiten zu kämpfen und musste für ein Jahr den Spielbetrieb aussetzen. Jahrzehntelang kamen die Fußballer aus Sennelager nicht über die Kreisebene hinaus und mussten im Jahre 1966 den Gang in die 2. Kreisklasse antreten. Gleichzeitig war die Betriebsmannschaft der Achsenfabrik des Unternehmers Josef Peitz sehr erfolgreich. Peitz hatte Schwierigkeiten, genügend Facharbeiter für seine Fabrik zu finden und warb durch Stellenanzeigen 45 Fachkräfte an, die die Fußballmannschaft verstärkten. Schließlich kontaktierten die Verantwortlichen des TuS Sennelagers den Unternehmer mit der Folge, dass zahlreiche Spieler von Peitz’ Betriebsmannschaft den TuS Sennelager verstärkten.
Josef Peitz übernahm derweil den Vorsitz des TuS Sennelager während der Prokurist seines Betonwerks Ingolf Bollhorst Manager des Vereins wurde. Nach vier Aufstiegen in Folge erreichte die Mannschaft im Jahre 1970 die Landesliga und wurde dort mit einem Punkt Vorsprung auf den Herforder SC Meister. In der drittklassigen Verbandsliga, damals die höchste Amateurliga Westfalens, konnte sich der TuS im Mittelfeld etablieren. Platz zwölf in der Aufstiegssaison 1971/72 folgte ein Jahr später Platz neun. Gleichzeitig übernahm Sennelager erstmals die sportliche Führungsrolle in der Stadt. Am Saisonende kam es zur Fusion der Fußballabteilung mit dem SV 07 Neuhaus, der im Gegensatz zum TuS Sennelager über einen Rasenplatz verfügte.
| Saisonbilanzen 1963 bis 1968 |                          |       |       |               |               |
| Saison                       | Liga                     | Level | Platz | Tore          | Punkte        |
| 1963/64                      | 1. Kreisklasse Paderborn | VI    | 10.   | 067:81        | 28:32         |
| 1964/65                      | 1. Kreisklasse Paderborn | VI    | 05.   | 081:84        | 33:27         |
| 1965/66                      | 1. Kreisklasse Paderborn | VI    | 10.   | 034:29        | 25:31         |
| 1966/67                      | 1. Kreisklasse Paderborn | VI    | 15.   | 041:79        | 16:40         |
| 1967/68                      | 2. Kreisklasse Paderborn | VII   | 01.   | nicht bekannt | nicht bekannt |

| Saisonbilanzen 1968 bis 1973 |                           |       |       |        |        |
| Saison                       | Liga                      | Level | Platz | Tore   | Punkte |
| 1968/69                      | 1. Kreisklasse Paderborn  | VI    | 01.   | 100:31 | 45:11  |
| 1969/70                      | Bezirksklasse Westfalen 4 | V     | 01.   | 097:36 | 52:12  |
| 1970/71                      | Landesliga Westfalen 1    | IV    | 01.   | 069:36 | 41:19  |
| 1971/72                      | Verbandsliga Westfalen 1  | III   | 12.   | 040:45 | 26:34  |
| 1972/73                      | Verbandsliga Westfalen 1  | III   | 09.   | 049:57 | 27:33  |

### Heutige Fußballabteilung
Ab 1978 stellte der TuS Sennelager wieder eine Fußballabteilung. Die Heimspiele werden in der Ernst-Ackermann-Kampfbahn ausgetragen. Der Sportplatz wurde im Jahre 1960 eröffnet und ist nach Ernst Ackermann benannt, der im Jahre 1910 die Gründung des Stammvereins VfB Senne initiierte. Im Jahre 2002 wurde der Ascheplatz in einen Kunstrasen umgewandelt. Gleichzeitig wurde das Vereinsheim eröffnet.
Die erste Herrenmannschaft stieg im Jahre 2007 erstmals in die Kreisliga A auf und schaffte 2016 dann den Aufstieg in die Bezirksliga. Es folgte der direkte Wiederabstieg, ehe dann im Jahre 2020 der zweite Aufstieg in die Bezirksliga folgte. Hier konnte die Mannschaft zwei Jahre lang halten, bis es wieder zurück in die Kreisliga A ging. 2024 stieg der TuS Sennelager in die Kreisliga B ab.
Die Frauenmannschaft besteht seit 2006 und spielte nach zwei Aufstiegen in Folge seit 2013 in der Landesliga. Größter Erfolg war der vierte Platz in der Saison 2014/15. Vor der Saison 2024/25 zog der Verein die Mannschaft zurück und galt damit als erster Absteiger.

### Persönlichkeiten
Mit Ardian Jevric brachte der TuS Sennelager einen Zweitligaspieler beim SC Paderborn 07 hervor. Claudia Bujna begann ihre Karriere beim TuS Sennelager und wurde später eine Bundesligaspielerin beim Herforder SV. Umgekehrt war die beim Herforder SV in der Bundesliga aktive Susanne Werner später beim TuS Sennelager aktiv.

## Tennis
Die Tennisabteilung wurde im Jahre 1979 durch Hermann Ebbes gegründet. Bis zum Jahr 1984 entstand eine Tennisanlage mit drei Plätzen und einem Tennisheim. Die Tennismannschaft der Männer schaffte im Jahre 2017 den Aufstieg in die 2. Bundesliga Nord. Es war der sechste Aufstieg in Folge, hinter dem nicht zuletzt das finanzielle Engagement vom Unternehmer Ralf Hämmerling steht. Dort sicherte sich der TuS Sennelager nach einem 6:3-Sieg beim Club an der Alster aus Hamburg überraschend die Meisterschaft. Da der TuS Sennelager nicht über eine bundesligataugliche Anlage verfügt war lange nicht klar, ob der Verein den Aufstieg in die Bundesliga wahrnehmen wird. Schließlich meldete der Verein doch für die Bundesliga. Die Saison 2019 beendete der TuS auf Platz sieben und schafften damit den Klassenerhalt. Zur Mannschaft gehörte der Franzose Manuel Guinard. Nachdem die Saison 2020 wegen der COVID-19-Pandemie abgesagt wurde, musste der TuS Sennelager in der Saison 2021 als Tabellenletzter absteigen.